# Il testimone dello sposo
Il testimone dello sposo è un film commedia italiano del 1997 diretto da Pupi Avati.

## Trama
Alla fine dell' '800, Angelo Beliossi ritorna, dopo quindici anni, nella sua terra natia, nel Bolognese, dopo essere stato emigrante in America e viene scelto da Edgardo Osti, figlio del suo ex datore di lavoro, come testimone delle sue nozze con la bella Francesca Babini che avranno luogo il 31 dicembre 1899, contemporaneamente ai festeggiamenti per il presunto inizio del nuovo secolo (che in realtà sarebbe iniziato un anno più tardi).
Angelo ha fatto fortuna ed è accompagnato dalla fama dell'uomo ricco che ha girato il mondo, e per questo corteggiato da tutte le giovani che lo circondano. Egli è però un uomo timido e introverso che poco sa dell'amore, e non ha dimenticato la promessa fatta alla fidanzata di allora, Lulina, di cui nessuno vuol rivelargli la sorte.
Le nozze tra Francesca ed Edgardo, invece, sono un tipico esempio di matrimonio combinato: Edgardo, persona gretta e volgare, è stato scelto come sposo dalla famiglia di Francesca, che si trova in difficili condizioni economiche, perché conta molto sull'appoggio finanziario del padre di lui. Francesca non ha né affetto né simpatia, né tantomeno attrazione, nei confronti del futuro sposo ed è riluttante a un'unione basata solo sulla convenienza, benché sua madre l'abbia educata, secondo il sistema di valori dominante nella borghesia di provincia dell'epoca, a intendere il matrimonio come un contratto basato su considerazioni pratiche e a disprezzare la futilità dell'amore e del sentimento. In famiglia, l'unica persona che sembra non aver rinunciato alla spontaneità delle emozioni è la zia Peppina, derisa da tutti e considerata "la matta".
Le ultime proteste della ragazza, la mattina stessa delle nozze, sembrano vinte, e Francesca si avvia in chiesa; però appena la sposa vede Angelo se ne innamora perdutamente e, pur pronunciando la formula correttamente con sollievo dei suoi parenti, si convince di essersi legata in matrimonio con lui.
In seguito, quindi, Francesca si rifiuta categoricamente di concedersi a Edgardo e quella che dovrebbe essere una occasione di sincera gioia si trasforma in un teatrino di pettegolezzi e piccole meschinità, dalle quali restano indenni sostanzialmente solo Francesca, che confessa il suo amore ad Angelo, la zia Peppina e i bambini.
Francesca rivela i suoi sentimenti ad Angelo, che le apre il cuore, rivelandole tra l'altro di essersi arricchito senza alcun merito (ereditando i frutti del lavoro altrui) e, alla domanda di lei se questo significhi respingerla, risponde che ciò significa solo che egli desidera che lei e solo lei sappia come è lui veramente.
Edgardo, lo sposo, che sperava di ingraziarsi Angelo, facendone un suo socio in affari, aveva già organizzato di far giungere alla festa Lulina, la fidanzata che Angelo aveva lasciato partendo per l'America e per la quale egli era tornato: Lulina, nel frattempo, diventata prostituta a Firenze. Ma la gelosia di Francesca, di fronte all'apparizione di questa donna amata da Angelo, gli fa comprendere quanto lei ne sia innamorata. Il matrimonio ormai non è più sanabile.
Angelo va a salutare gli sposi, per andare via con Lulina; Francesca allora, lasciando in stanza lo sposo, segue Angelo fino alla carrozza, proseguendo a ripetere che lei è comunque sua sposa e a lui sarà legata per sempre, anche se lui non la vorrà.
Angelo, che si rende conto di essere involontariamente responsabile del possibile dissesto della famiglia di Francesca ed è consapevole delle costrizioni sociali, amaramente osserva che, forse, se non fosse tornato, tutti sarebbero stati più felici; lascia la festa di matrimonio insieme a Lulina, dicendo a Francesca di curarsi, poiché crede che ella soffra di nervi.
Ma il matrimonio, pur celebrato, non viene consumato. Edgardo, furente, si allontana e fa valere la nullità del vincolo, rompendo i rapporti con la famiglia Babini. La festa di nozze si conclude mestamente con i numerosi invitati che si avviano al ritorno alle loro case, non senza essersi riappropriati dei regali di nozze.
Francesca è reietta, cacciata dalla sua famiglia e allontanata da tutti.
Dopo qualche tempo, Francesca, divenuta maestra elementare, riceve, durante una lezione, la visita di Angelo che si presenta ai bambini come il marito di lei. L'ultima scena apre il finale a un vero matrimonio tra i due, fondato sull'amore.
Il film si chiude con la voce fuori campo che, speranzosa verso il futuro dischiuso dal nuovo secolo, si domanda "Andremo tutti, sulla Luna?".

## Riconoscimenti
- 1998 - Berlinale
  - Nomination Orso d'oro a Pupi Avati
- 1998 - David di Donatello
  - Nomination Migliore scenografia a Alberto Cottignoli e Steno Tonelli
  - Nomination Migliori costumi a Vittoria Guaita
- 1998 - Golden Globe
  - Nomination Miglior film straniero (Italia)